# Turiasorex pierremeini
Il turiasorice (Turiasorex pierremeini) è un mammifero eulipotiflo estinto, appartenente ai soricidi. Visse nel Miocene medio-superiore (circa 13 - 10 milioni di anni fa) e i suoi resti fossili sono stati ritrovati in Spagna.

## Descrizione
Questo animale doveva assomigliare a un odierno toporagno, ma possedeva alcune caratteristiche distintive. In particolare, la morfologia della dentatura era estremizzata, dato che questa era costituita da elementi con un basso rapporto lunghezza - larghezza; ciò implica la presenza di un muso piuttosto corto, al contrario di quanto avviene nei soricidi attuali. 

## Classificazione
Turiasorex è un rappresentante aberrante della famiglia Soricidae, comprendente i toporagni attuali. La specie Turiasorex pierremeini venne descritta per la prima volta nel 2011, sulla base di resti fossili rinvenuti nella Spagna centro - orientale, nei bacini di Calatayud-Daroca e di Teruel.

## Paleoecologia
Il muso corto di Turiasorex potrebbe essere un adattamento che indica uno stile di vita ipogeo; Turiasorex potrebbe aver utilizzato tane costruite da altri mammiferi, e aver avuto una dieta diversa da quella degli altri soricidi, composta non solo da insetti, ma anche da lombrichi e forse da piccoli vertebrati come le lucertole.